# Injektive Funktion

Illustration einer Injektion.
Jedes Element von Y hat höchstens ein Urbild: A, B, D je eines, C keines.

Injektivität oder Linkseindeutigkeit ist eine Eigenschaft einer mathematischen Relation, also insbesondere auch einer Funktion (wofür man meist gleichwertig auch „Abbildung“ sagt): Eine injektive Funktion, auch als Injektion bezeichnet, ist ein Spezialfall einer linkseindeutigen Relation, namentlich der, bei dem die Relation auch rechtseindeutig und linkstotal ist.

## Definition
Eine Funktion {\displaystyle f\colon X\to Y} ist injektiv, wenn es zu jedem Element {\displaystyle y} der Zielmenge {\displaystyle Y} höchstens ein (also eventuell gar kein) Element {\displaystyle x} der Ausgangs- oder Definitionsmenge {\displaystyle X} gibt, das darauf zielt, wenn also nie zwei oder mehr verschiedene Elemente der Definitionsmenge auf dasselbe Element der Zielmenge abgebildet werden:
{\displaystyle f(x_{1})=f(x_{2})\Rightarrow x_{1}=x_{2}}
Das ist äquivalent zu
{\displaystyle x_{1}\neq x_{2}\Rightarrow f(x_{1})\neq f(x_{2})}
Die Zielmenge kann daher nicht weniger mächtig als die Definitionsmenge sein, d. h., sie kann nicht weniger Elemente enthalten.
Die Bildmenge {\displaystyle f(X):=\{f(x)\mid x\in X\}} darf eine echte Teilmenge der Zielmenge {\displaystyle Y} sein, d. h., es kann Elemente {\displaystyle y\in Y} geben, die keine Bildelemente {\displaystyle f(x)} sind, wie es in der abgebildeten Grafik rechts der Fall ist. Dies macht den Unterschied zu einer bijektiven Abbildung aus, von der außer Injektivität noch verlangt wird, dass jedes Element der Zielmenge als Bildelement {\displaystyle f(x)} auftritt, dass also {\displaystyle f} surjektiv ist.
Dass eine Abbildung {\displaystyle f\colon X\to Y} injektiv ist, wird gelegentlich durch {\displaystyle f\colon X\hookrightarrow Y} ausgedrückt, mit einem aus {\displaystyle \subset } und {\displaystyle \to } zusammengesetzten Zeichen. Es erinnert an die Einbettung einer Menge {\displaystyle X} in eine Obermenge {\displaystyle Y} durch eine Funktion {\displaystyle f\colon X\to Y,\,f(x)=x,} die jedes Element von {\displaystyle X} auf sich selbst abbildet.

## Beispiele und Gegenbeispiele

Nichtinjektive Funktion

- Außermathematisches Beispiel: Die Funktion, die jedem Bürger der Bundesrepublik Deutschland mit Personalausweis die Nummer seines aktuellen Personalausweises zuordnet, ist injektiv, wobei als Zielmenge die Menge aller möglichen Personalausweisnummern angenommen wird (denn Personalausweisnummern werden nur einmal vergeben).
- {\displaystyle \mathbb {N} } bezeichne die Menge der natürlichen und {\displaystyle \mathbb {Z} } die Menge der ganzen Zahlen.

{\displaystyle f_{1}\colon \mathbb {N} \to \mathbb {N} ,\,x\mapsto 2x} ist injektiv.
{\displaystyle f_{2}\colon \mathbb {Z} \to \mathbb {Z} ,\,x\mapsto 2x} ist injektiv.
{\displaystyle f_{3}\colon \mathbb {N} \to \mathbb {N} ,\,x\mapsto x^{2}} ist injektiv.
{\displaystyle f_{4}\colon \mathbb {Z} \to \mathbb {Z} ,\,x\mapsto x^{2}} ist nicht injektiv, da z. B. {\displaystyle f(1)=f(-1)} gilt.
- Jede Funktion {\displaystyle f\colon X\to Y,\,x\mapsto f(x)} von einer zweielementigen Menge {\displaystyle X=\{a,b\}} in eine einelementige Menge {\displaystyle Y=\{c\}} ist nicht injektiv, weil notwendigerweise beide Elemente von {\displaystyle X} auf das einzige Element {\displaystyle c\in Y} abgebildet werden:

{\displaystyle f(a)=f(b)=c} trotz {\displaystyle a\neq b}

## Eigenschaften
- Man beachte, dass die Injektivität einer Funktion {\displaystyle f\colon A\to B} nur vom Funktionsgraphen {\displaystyle \{(x,f(x))\mid x\in A\}} abhängt (im Gegensatz zur Surjektivität, die auch von der Zielmenge {\displaystyle B} abhängt, die man am Funktionsgraphen nicht ablesen kann).
- Eine Funktion {\displaystyle f\colon A\to B} ist genau dann injektiv, wenn für alle Teilmengen {\displaystyle X,Y\subseteq A} gilt: {\displaystyle f(X\cap Y)=f(X)\cap f(Y)}
- Eine Funktion {\displaystyle f\colon A\to B} ist genau dann injektiv, wenn {\displaystyle f^{-1}(f(T))=T} für alle {\displaystyle T\subseteq A} gilt (wobei {\displaystyle f^{-1}\colon {\mathcal {P}}(B)\to {\mathcal {P}}(A)} die Urbildfunktion bezeichnet).
- Sind die Funktionen {\displaystyle f\colon A\to B} und {\displaystyle g\colon B\to C} injektiv, dann ist auch die Komposition (Verkettung) {\displaystyle g\circ f\colon A\to C} injektiv.
- Aus der Injektivität von {\displaystyle g\circ f} folgt, dass {\displaystyle f} injektiv ist.
- Eine Funktion {\displaystyle f\colon A\to B} mit nichtleerer Definitionsmenge {\displaystyle A} ist genau dann injektiv, wenn {\displaystyle f} eine Linksinverse hat, das ist eine Funktion {\displaystyle g\colon B\to A} mit {\displaystyle g\circ f=\operatorname {id} _{A}} (wobei {\displaystyle \operatorname {id} _{A}} die identische Abbildung auf {\displaystyle A} bezeichnet).
- Eine Funktion {\displaystyle f\colon A\to B} ist genau dann injektiv, wenn sie linkskürzbar ist, wenn also für beliebige Funktionen {\displaystyle g,h\colon C\to A} aus {\displaystyle f\circ g=f\circ h} die Gleichheit {\displaystyle g=h} folgt. (Diese Eigenschaft motiviert den in der Kategorientheorie verwendeten Begriff Monomorphismus, jedoch sind bei allgemeinen Morphismen injektiv und linkskürzbar nicht mehr äquivalent.)
- Jede beliebige Funktion {\displaystyle f\colon A\to B} ist als Verkettung {\displaystyle f=h\circ g} darstellbar, wobei {\displaystyle g} surjektiv und {\displaystyle h} injektiv (nämlich eine Inklusionsabbildung) ist.
- Eine stetige reellwertige Funktion auf einem reellen Intervall ist genau dann injektiv, wenn sie in ihrem ganzen Definitionsbereich streng monoton steigend oder streng monoton fallend ist, d. h. wenn für zwei beliebige Zahlen {\displaystyle a} und {\displaystyle b} aus dem Definitionsbereich gilt: Aus {\displaystyle a<b} folgt {\displaystyle f(a)<f(b)} (steigend), bzw. aus {\displaystyle a<b} folgt {\displaystyle f(a)>f(b)} (fallend).

- Ein Gruppen- oder Vektorraumhomomorphismus ist genau dann injektiv, wenn sein Kern trivial ist, d. h. nur aus dem neutralen Element bzw. dem Nullvektor besteht.

## Mächtigkeiten von Mengen
Eine wichtige Rolle spielt der Begriff der Injektion in der Mengenlehre bei Definition und Vergleich von Mächtigkeiten, einem Begriff, der die Elementeanzahl von endlichen Mengen auf beliebige Mengen verallgemeinert. Zwei Mengen {\displaystyle X,\,Y} heißen „von gleicher Mächtigkeit“, wenn es sowohl eine Injektion von {\displaystyle X} nach {\displaystyle Y} als auch eine solche von {\displaystyle Y} nach {\displaystyle X} gibt. (In diesem Fall existieren auch Bijektionen von der einen auf die andere Menge.) Dagegen heißt {\displaystyle X} von kleinerer Mächtigkeit als {\displaystyle Y}, wenn es zwar eine Injektion von {\displaystyle X} nach {\displaystyle Y}, aber keine von {\displaystyle Y} nach {\displaystyle X} gibt.

## Schubfachschluss
Ein in Beweisen insbesondere der Zahlentheorie häufiges Schlussschema benutzt die Feststellung, dass eine Abbildung {\displaystyle f} einer endlichen Menge {\displaystyle X} in eine Menge {\displaystyle Y} mit weniger Elementen nicht injektiv sein kann, dass es also Elemente {\displaystyle a,b\in X} mit {\displaystyle a\neq b} und gleichem Bild {\displaystyle f(a)=f(b)} gibt. Wegen der Vorstellung von vielen Objekten in weniger Schubfächern heißt das „Schubfachschluss“.

## Anzahl injektiver Abbildungen
Die Anzahl der injektiven Abbildungen von einer Definitionsmenge {\displaystyle A} in eine gegebene endliche Zielmenge {\displaystyle B} mit der Eigenschaft {\displaystyle |B|\geq |A|} ist gegeben durch:
{\displaystyle |B|\cdot (|B|-1)\cdot \ldots \cdot (|B|-|A|+1)={\frac {|B|!}{(|B|-|A|)!}}=|A|!\cdot {\binom {|B|}{|A|}}}
Dies entspricht in der Kombinatorik einer Variation ohne Wiederholung.

## Geschichte
Nachdem man generationenlang mit Formulierungen wie „eineindeutig“ ausgekommen war, kam erst in der Mitte des 20. Jahrhunderts mit der durchgehend mengentheoretischen Darstellung aller mathematischen Teilgebiete das Bedürfnis nach einer prägnanteren Bezeichnung auf.
Im Englischen lässt sich das Substantiv injection 1945 belegen. Das englische Adjektiv injective wurde 1952 in den Foundations of algebraic topology von S. Eilenberg und N. Steenrod verwendet, allerdings eher im Sinne von injektiven Objekten. Injektiv im Kontext mit den Fachwörtern surjektiv und bijektiv wurde 1954 von der Autorengruppe Nicolas Bourbaki in dem Buch Théorie des ensembles, Éléments de mathématique Première Partie eingeführt.
Es herrscht stellenweise große Verwirrung bezüglich der Zuordnung zwischen den Begriffen „eineindeutig“ einerseits und „injektiv“ bzw. „bijektiv“ andererseits. Quellen (Lehrbücher) aus der reinen Mathematik favorisieren „injektiv“, fachfremde Quellen favorisieren teilweise eher „bijektiv“.